# ХК Мартин
МХК Маунтфилд мартин (слч. MHC Mountfield Martin) професионални је словачки клуб хокеја на леду из града Мартина. Тренутно се такмичи у елитној хокејашкој Екстралиги Словачке.
Највеће успехе у историји клуб је остварио у сезонама 1993/94. и 2009/10. освајањем трећег места у словачкој елитној лиги. Године 2009. екипа мартина је освојила прво место на такмичењу Континенталног купа ИИХФ-а.
Своје домаће утакмице клуб игра у леденој дворани мартин капацитета око 4.200 седећих места.